# Gokyo (Nepal)

Blick vom Gokyo Peak

Der Mount Everest vom Gokyo Peak gesehen

Die Lodge-Siedlung Gokyo ist die einzige größere Ansiedlung (VDC Khumjung) im Tal des Ngozumpa-Gletschers, dem größten Eisstrom Nepals, der vom Massiv des Cho Oyu (8188 m) gespeist wird. 
Sie liegt auf einer Höhe von 4860 m direkt am dritten der sechs Gokyo-Seen. Die Ortschaft besteht aus einigen Herbergen und Restaurants (Lodges).
Am nördlichen Ortsrand erhebt sich der 5483 m hohe Gokyo Peak (Gokyo Kang), einer der beliebtesten Trekkinggipfel im Khumbu. Der Aussichtspunkt auf dem Vorgipfel Gokyo Ri in 5350 m Höhe bietet einen Rundblick unter anderem auf vier Achttausender (Mount Everest, Lhotse, Makalu, Cho Oyu) und die anderen Sechs- und Siebentausender des Khumbu-Gebiets.